# Диметилформамід
Димети́лформамі́д (іноді називають абревіатурою DMF або ДМФА, хоча акронім ДМФ іноді використовується для диметилфурану) — органічна сполука з формулою (CH3)2NC(O)H.

## Отримання
ДМФА отримують реакцією диметиламіну з моноксидом вуглецю при  нагріванні під високим тиском:
{\displaystyle \mathrm {(CH_{3})_{2}NH+CO\longrightarrow (CH_{3})_{2}N{-}CHO} }
Іншим способом отримання є реакція диметиламіну з метилметаноатом (метиловим естером мурашиної кислоти) :
{\displaystyle \mathrm {(CH_{3})_{2}NH+HCOOCH_{3}\longrightarrow (CH_{3})_{2}N{-}CHO+CH_{3}OH} }
ДМФА очищають за допомогою вакуумної перегонки, а чистоту контролюють за значенням питомої електричної провідності.

## Застосування
Завдяки доступності, інертності до конструкційних матеріалів та стійкості до гідролізу ДМФА знаходить широке застосування в промисловості, органічному синтезі, фармації.

## Токсичність
Має доволі сильну подразнювальну дію на слизові оболонки і шкірні покриви. Проникаючи в організм, виявляє резорбтивну дію: ушкоджує печінку та нирки. Центральну нервову систему гнітить слабко. Отруєння можливі внаслідок прийняття речовини всередину та її всмоктування із поверхні шкіри. Орієнтовна смертельна доза 10 г.
ДМФА проникає через неушкоджену шкіру, виявляє загальнотоксичну та ембріотоксичну дію на організм.
За гострої та хронічної інтоксикації ушкоджуються ЦНС, серцево-судинна система, печінка, нирки, відбуваються зміни крові.
Диметилформамід пов'язують з раком у людей, а також, як вважають, викликає вроджені вади.
Для проведення багатьох реакцій його можна замінити диметилсульфоксидом. Подразнює слизові оболонки очей. Гранично допустима концентрація N, N-диметилформаміду у повітрі робочої зони — 10 мг/м³.